# Michael Smith (astronauta)
Michael John Smith (Beaufort, Carolina del Norte, 30 de abril de 1945-Cabo Cañaveral, 28 de enero de 1986) fue capitán de la Marina de los Estados Unidos y astronauta de la NASA.

## Semblanza
Smith se graduó en 1963 en la Preparatoria Beaufort de Carolina del Norte, y en 1967 obtuvo la licenciatura en Ciencias Navales de la Academia Naval de los Estados Unidos. En 1968 recibió un máster en ingeniería aeronáutica de la Escuela de Postgrado Naval de los Estados Unidos ubicada en Monterey, California. Allí fue asignado al Comando de Entrenamiento de aviones de reacción de Avanzada (VT-21) donde ofreció sus servicios como instructor desde mayo de 1969 hasta marzo de 1971. En los siguientes dos años, Smith voló A-6 Intruders y completó una misión en Vietnam en el Escuadrón de Ataque 52 a bordo del USS Kitty Hawk (CV-63).
En 1974 completó sus estudios en la Escuela de Pilotos de Prueba de la Marina de los EE. UU. y fue asignado al Directorado de Pruebas de Aeronaves de Ataque en Patuxent River, Maryland para trabajar en los sistemas de guía de los misiles A-6E TRAM y CRUISE.

En 1976 regresó a la Escuela de Pilotos de Prueba de la Marina y completó un período de 18 meses como instructor.
Desde Patuxent River, Smith fue asignado al Escuadrón de Ataque 75 donde trabajó como oficial de mantenimiento y operaciones y completó dos misiones a bordo del USS USS Saratoga.
Michael Smith voló 28 tipos de aviones civiles y militares, registrando un total de 4.877,7 horas de vuelo.

## Distinciones
Michael Smith recibió la Cruz a la Distinción en Vuelo de la Marina, tres Medallas Aéreas, trece Medallas de Vuelo de Ataque, la Medalla al Mérito de la Marina con “v”, la Mención de la Unidad Naval y la Cruz Vietnamita a la Valentía con la Estrella de Plata. Después de su muerte, Smith recibió la Medalla de Distinción al Servicio de la Defensa.

## Experiencia en la NASA

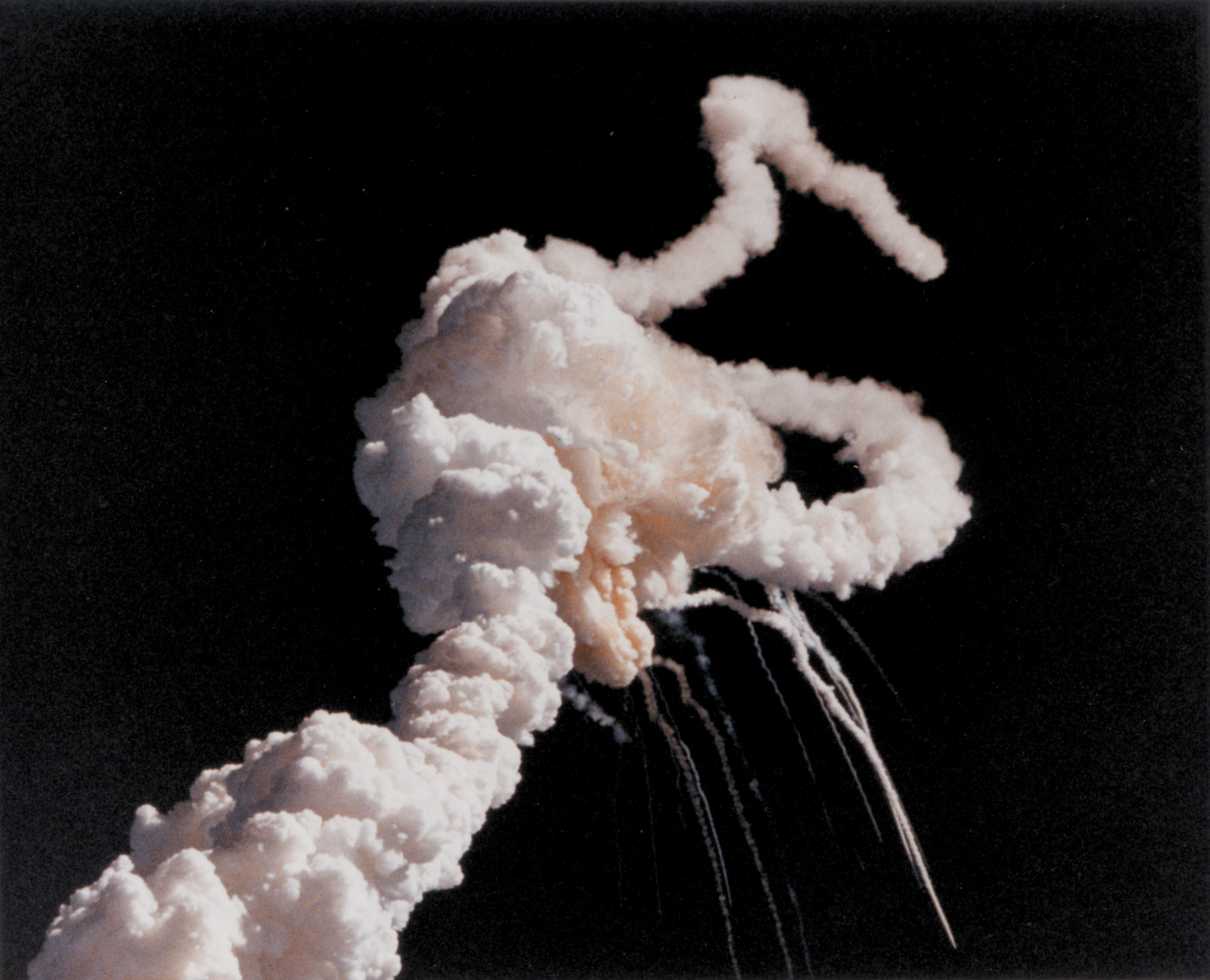
El Transbordador espacial Challenger se desintegra por los aires.

Smith fue seleccionado por la NASA como candidato a astronauta en mayo de 1980 y en agosto de 1981 completó un año de entrenamiento y evaluación, calificándolo como piloto elegible para cualquier misión futura del Transbordador Espacial.
En la NASA trabajó como comandante del Laboratorio de Aviónica e Integración del Transbordador, Jefe Sustituto de la División de Operaciones de Aeronaves, Asistente Técnico del Director, Director de Operaciones de Vuelo, también fue asignado a la Oficina de Astronautas y el Grupo de Desarrollo y Prueba.
Smith fue asignado como piloto para la misión STS 51-L del Challenger que despegó del Centro Espacial Kennedy, Florida a las 11:38:00 EST (16:38:00 UTC) el 28 de enero de 1986. La tripulación del Challenger estaba integrada de la siguiente manera: el comandante Francis Scobee, los especialistas de misión: el Dr. Ronald McNair, la Dra. Judith Resnik, y Ellison Onizuka; el especialista de carga Gregory Jarvis y la especialista de carga civil Christa McAuliffe. Los 7 tripulantes fallecieron instantáneamente al impactar la cabina contra el océano, tras desintegrarse el vehículo a los 73 segundos del lanzamiento, debido a una filtración de gases provenientes de un anillo defectuoso del cohete de propulsión sólida derecho. Esto provocó una explosión que desintegró a la nave inmersa en una bola de fuego.
El módulo de la cabina sobrevivió intacto y se desprendió de la explosión para caer al mar durante 2 minutos y medio desde una altura de 15.240 metros.
La NASA había estimado las probabilidades de un accidente catastrófico durante el lanzamiento (el momento más peligroso del vuelo espacial) en una proporción de 1 a 438.
Este accidente, el más impactante del Programa del Transbordador Espacial, perjudicó seriamente la reputación de la NASA como agencia espacial y la propuesta de la participación de civiles, promulgada por Ronald Reagan y concretada con la maestra de primaria Christa McCauliffe echó por tierra todas las estructuras administrativas y de seguridad. La NASA suspendió temporalmente sus vuelos espaciales hasta 1988.
Michael Smith estaba casado y tenía tres hijos.

## Eponimia
- El cráter lunar Smith lleva este nombre en su memoria.[1]
- El asteroide (3351) Smith también conmemora su nombre.[2]